# Бек де Корбин
Бек дьо Корбен е вид ударно оръжие с прът, което се използва в Средновековието в Европа. Оръжието е създадено за пробиване на брони. Името му идва от старофренски и се превежда като „гарванов клюн“. Близък по устройство до люцернския чук, бек дьо корбен се състои от модифицирана глава на чук и шип, закрепени на върха на дълъг прът. За разлика от люцернския чук, при атака с това оръжие се използва по-често шипът, отколкото чукът. Шипът на бек дьо корбен не е толкова дълъг и тънък, колкото е при люцернския чук.